# ماريا بيريز (لاعب جودو)
ماريا بيريز (و. 1989  م) هي لاعبة جودو، ورياضية بورتوريكية، ولدت في كارولينا، بورتوريكو، شاركت في الجودو في الألعاب الأولمبية الصيفية 2016.

## روابط خارجية
- ماريا بيريز على موقع الفيدرالية الدولية للجودو (الإنجليزية)
- ماريا بيريز على موقع JudoInside.com (الإنجليزية)
- ماريا بيريز على موقع AllJudo.net (الفرنسية)
- ماريا بيريز على موقع اللجنة الأولمبية الدولية (الإنجليزية)
- ماريا بيريز على موقع أوليمبيديا (الإنجليزية)